# Andrea Fondelli
Andrea Fondelli (né le 27 février 1994 à Gênes) est un joueur de water-polo italien, défenseur de la Pro Recco.
Il fait partie de l'équipe nationale italienne lors des Championnats du monde de natation 2015 à Kazan.
C'est le fils de Massimo Fondelli